# Morten Andersen (billedkunstner)
 Der er flere personer med dette navn, se Morten Andersen.
Morten Andersen (født 1976 i Aalborg) er en autodidakt dansk samtidskunstner, som arbejder i Berlin. Morten Andersen har uddannet sig gennem studierejser til Vietnam, Kina, Frankrig, Spanien, Egypten og USA. Hans udtryk har udviklet sig gennem graffiti til en helt egen stil ”geometrisk ekspressionisme” med minder fra kubismen og futurismen. Morten Andersen står derfor som en repræsentant for den nye ”urban art”. Han arbejder med sprøjtemaling, markører og akrylfarver.
Morten Andersen er blevet fremhævet af det franske "Graffiti Art Magazine" som en af de hundrede samtidskunstnere, man skal være opmærksom på. Det har tidsskriftet understreget med en seks siders artikel i deres tre-års jubilæumsudgave i 2011. I februar 2013 har Ålborg kommune tildelt Morten Andersen titlen som Ålborgs Bedste for han indsats som bildende kunstner. 

## Udstillinger
2014
- Masterpieces, Galerie Wolfsen, Ålborg, juni-juli

2013
- Scope Miami Beach, C.A.V.E. Gallery (Venice, CA, USA)[2]
- Geometry by Chance, Mirus Gallery, San Francisco[3]
- Liebkranz Galerie, Berlin, 1. Marts - 13. April 2013[4][5]
- Pieces of the Sky, Galerie Wolfsen, Ålborg;
- Art Herning[6]
- Urban Brains, Galerie Celal, Paris[7]

2012
- "High On Lowbrow", Galerie Wolfsen, Ålborg;
- Believe the Hype, Galerie Wolfsen, Aalborg, Denmark;
- Urban Art EFX, Amsterdam;
- ArtYou, Basel, Switzerland;
- Art Copenhagen, Copenhagen;
- I.D Gallery, Abu Dhabi.
- STROKE URBAN ART FAIR, Berlin;
- FUTURISM 2.0, London[8]

2011:
- Rudimentary Perfection, Glasgow;
- Where The Neon Roam, Tom Franke Galleri, Denmark;
- Crossroads, Art-On Gallery, Istanbul;
- 1 Underdog Gallery, London;
- Public Provocation 3, Carhartt Gallery, Weil Am Rhein, Germany;
- Elevated, Looking Down From A Distance, Galerie Itinerrance, Paris;
- Hell Hounds From The North, Pretty Portal Gallery, Düsseldorf.

2010:
- I See Colors Like You Hear Jet Planes, I.D Gallery, Berlin;
- Stroke 3, I.D Gallery, Berlin;
- MINI Countryman Open Air, Mudchute Park and Farm, London;
- Postland, Compound Gallery, Portland, USA;
- Stroke 2, I.D Gallery, Munich;
- Art Basel, Art Whino Gallery, Miami;
- We´ve Been Out There!, Gallery Jenzen, Aalborg, Denmark;
- Kunst – NU, Kunsthal NORD, Aalborg, Denmark.

2009:
- Intoxicated Demons, Gallery Jenzen, Aalborg, Denmark;
- Kunst im Tresor, München;
- Absolut Goes Art, Volkerkünde Museum, München;
- Die Post Ist Da!, I.D Gallery, Berlin;
- Royal Flush, Atticus Gallery, Barcelona.

## Eksterne links
1. ↑  “Cosmic Graffiti” af Luc Bouffet i Graffti Art Magazine #12, 3 year anniversary issue, 2011
2. ↑  "C.A.V.E. Gallery, Venice, CA, USA". Arkiveret fra originalen 7. august 2018. Hentet 5. december 2013.
3. ↑  "Photo Recap Group Exhibition "Geometry of Chance" Mirus Gallery. Graffuturism 2013". Arkiveret fra originalen 17. maj 2017. Hentet 8. august 2013.
4. ↑  "Morten Andersen på Liebkranz Galerie, Berlin". Arkiveret fra originalen 14. juli 2014. Hentet 5. juli 2014.
5. ↑  Morten Ansersen Extent Immeasurable, Graffiti ART (Frankrig)
6. ↑  Morten Andersen på Art Herning
7. ↑  "Morten Andersen på Galerie Celal, Paris". Arkiveret fra originalen 9. februar 2013. Hentet 27. februar 2013.
8. ↑  "Morten Andersen på Gamma Proformas Futurism 2.0 udstilling "Symmetry across Centuries" GRAFFUTURISM 2012". Arkiveret fra originalen 22. august 2012. Hentet 27. februar 2013.

## Andre kilder
- Morten Andersens homepage/blog Arkiveret 9. februar 2013 hos  Wayback Machine
- 250X110 | vol.3 | MORTEN ANDERSEN (Video, et billede bliver til)
- Grafiti Art Magazine, April 2012